# Блажици
Блажиці, Блажице (словац. Blažice) — село в окрузі Кошиці-околиця Кошицького краю Словаччини. Площа села 3,4 км². Станом на 31 грудня 2016 року в селі проживало 616 жителів.

## Історія
Перші згадки про село датуються 1245 роком.

## Населення
| Рік:            | 1994. | 2004.    | 2014.    | 2024.   |
| --------------- | ----- | -------- | -------- | ------- |
| Кількість осіб: | 395   | 496      | 600      | 655     |
| Різниця:        |       | +25,56 % | +20,96 % | +9,16 % |

| Рік:            | 2023. | 2024.   |
| --------------- | ----- | ------- |
| Кількість осіб: | 645   | 655     |
| Різниця:        |       | +1,55 % |